# É
É hay é trắng, húng trắng, trà tiên, tiến thực, hương thảo, húng lông, húng quế lông (danh pháp khoa học: Ocimum africanum; các đồng nghĩa: Ocimum basilicum var. pilosum) là một phân loài của húng quế, thường được biết đến với hạt (thực chất là quả) dùng để nấu chè hoặc pha đồ uống giải khát, và thân cành được sử dụng làm rau gia vị hoặc các bài thuốc trong dân gian.

## Mô tả

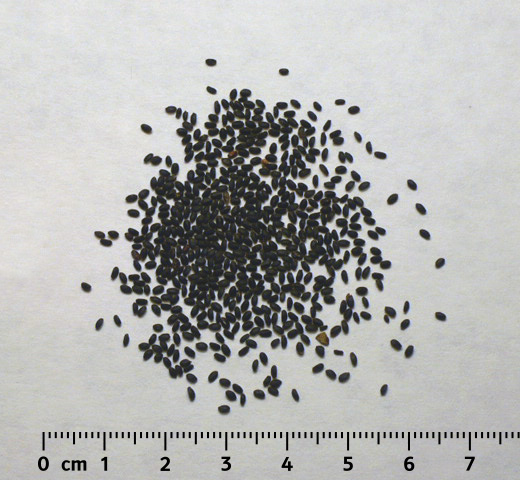
Hạt é

É là một loài cây nhỏ sống hàng năm, thân phân nhánh ngay từ gốc tạo thành bụi cao từ 0,5-1m, thân vuông màu lục nhạt có lông thưa. Lá mọc đơn đối chéo chữ thập có hình bầu dục, dài 5–6 cm, rộng 2–3 cm, gốc tròn, đầu nhọn, mép khía răng, hai mặt đều có lông ở gân, vò ra thấy có mùi thơm của sả (do vậy loài cây này có tên pilosum với ý nghĩa là có lông mềm thưa).
Quả é hình bầu dục kích thước nhỏ, nhẵn, trông giống hạt vừng, màu xám đen, mỗi quả chứa một hạt bên trong. Khi cho quả é vào nước thì quả hút nước tạo thành màng nhầy trắng bọc bên ngoài hạt. Nguyên nhân chính là do tế bào biểu bì của hột é có một hay nhiều lớp mucilage được dự trữ trong vách tiếp tuyến, khi hột gặp nước, các tế bào chứa mucilage ấy trương lên, vỡ ra và mucilage tan trong nước, đó là những biến đổi các thành phần hoá học trong vách tế bào. Trong hạt é có chứa nhiều chất nhầy (là loại chất xơ tan được) và tính mát (hàn).
É phân biệt với húng quế ta (phương Tây hay gọi là húng quế Thái [Thai basil]) trên hai phương diện: hoa và thân é có màu trắng và có lông (do đó mới có tên é trắng hay húng quế lông) trong khi húng quế ta có màu tím và không lông (nên đôi khi còn được gọi với tên é tía).

## Thành phần hóa học
Toàn cây é có chứa tinh dầu với hàm lượng từ 2,5-3%, có thể đến 5%. Hàm lượng tinh dầu cao nhất vào lúc cây ra hoa. Thành phần chủ yếu của tinh dầu là citral với tỷ lệ 56-75% và nhiều chất khác. Ngoài ra, cây é còn chứa các polyphenol, flavonoid, thymol, quercetin, acid cafeio, acid rosmarimic.
Hạt é chứa khoảng 5% nước, 3-4% chất vô cơ và chất nhầy. Thủy phân chất nhầy sẽ được galacturonic, arabinoza, galactoza. Toàn thân chứa 2,5 đến 3,5% tinh dầu tươi. Thành phần chủ yếu của tinh dầu là citral với tỉ lệ 56%, ngoài ra còn khoảng hơn 20 chất khác.

## Công dụng
Bộ phận dùng của é là cành, lá và hạt. Thân và lá thu hái khi cây chưa có hoa hoặc có ít nụ hoa; hạt lấy ở những quả già và tinh dầu cất từ lá.

### Lá và cành
Lá và cành é được sử dụng như một loại rau trong ẩm thực, một thành phần của các bài thuốc dân gian hay chiết xuất tinh dầu. Thân và lá é có vị cay, mùi thơm, tính ấm, có tác dụng phát hãn, giải biểu, khu phong, lợi thấp, tán ứ, chỉ thống do đó thường được dùng để chữa đau bụng, trướng bụng, ăn không tiêu, nôn mửa, cảm, cúm, sốt, đau đầu, viêm lợi, chảy máu chân răng, tưa lưỡi, viêm bàng quang, đái rắt, đái buốt.
Cây é là một loại rau gia vị thơm ngon nên ngày xưa dùng để tiến vua nên còn có tên là cây tiến thực. Món lẩu é trắng nấu thịt gà là món ăn đặc trưng vùng đất Tuy Hòa.

### Hạt
Theo y học cổ truyền thì hạt é có tính hàn, có tác dụng thanh nhiệt, lợi cổ họng, giải nhiệt, thông tiện, thường dùng chữa ho khan, cổ họng sưng đau, nôn ra máu, đi cầu ra máu, chảy máu cam, viêm đường tiết niệu, nhức răng, đau mắt đỏ, mụn nhọt. Dân gian hay dùng để làm mát và nhuận cơ thể. Có thể uống nhiều lần trong ngày, dùng thường xuyên không độc, làm thức uống giải khát để trừ các bệnh nhiệt trong mùa hè. Để tăng tác dụng nhuận trường có thể dùng chung với hạt đười ươi (lười ươi), có thể ngâm nước để uống ngay hoặc nấu thành chè. Chè hạt é hay nước é rất phổ biến ở Việt Nam, và thường thấy kết hợp với những nguyên liệu khác như mủ trôm, thạch đen (sương sáo), dừa nạo, dầu chuối, hoa nhài, các loại hoa quả như dâu tây, dứa v.v.
Theo y học hiện đại thì hạt é có chứa nhiều chất nhầy có tác dụng tốt cho sức khỏe. Hạt é có thể pha với đường để uống, nước hạt é rất mát, chữa được rôm sảy. Hạt é không bị tiêu hóa, phân hủy nên chất béo trong hạt é không thấm vào cơ thể. Chính chất nhày của hạt é giúp giảm lượng cholesterol.

## Hình ảnh

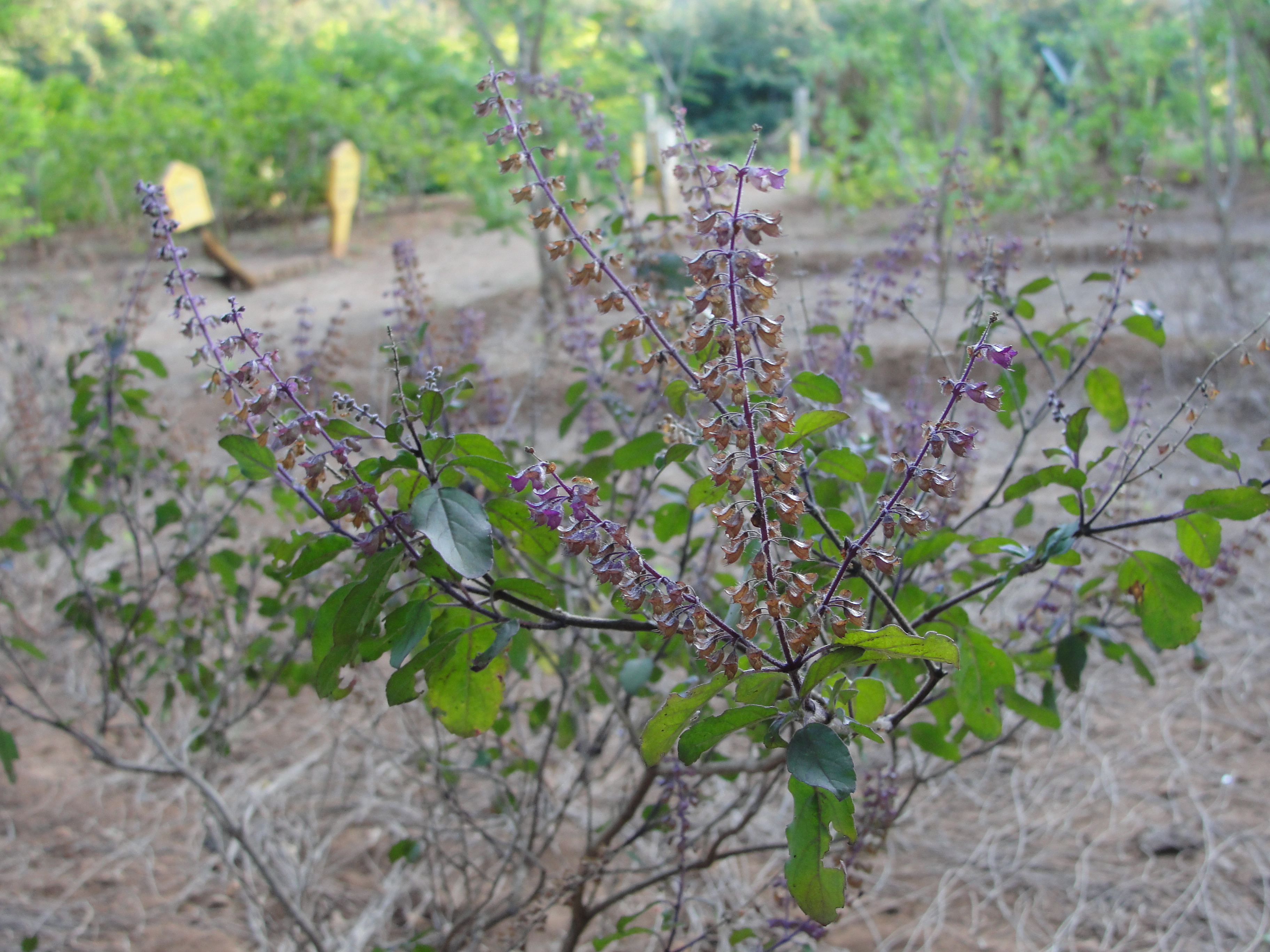